# Grammy Latino de Melhor Álbum Vocal Pop em Dupla ou Grupo
O Prêmio Grammy Latino de Melhor Álbum Vocal Pop em Dupla ou Grupo foi um prêmio apresentado anualmente no Grammy Latino, uma cerimônia estabelecida em 2000 que reconhece a excelência e cria uma consciência mais ampla da diversidade cultural e contribuições nos Estados Unidos e internacionalmente. O prêmio foi concedido a bandas ou duos por álbuns que continham pelo menos 51% de novas gravações dentro do gênero pop. Desde seu início em 2000, foi apresentado como Melhor Desempenho Vocal Pop por uma Dupla ou Grupo e, de 2001 até sua última edição em 2011, como Melhor Álbum de Vocal Pop de Dupla ou Grupo.
O reconhecimento foi concedido a bandas oriundas do México, Espanha, Estados Unidos, Colômbia e Cuba. A primeira a recebê-lo foi Maná por sua versão da canção "Se me olvidó otra vez". Bacilos e Sin Bandera são os artistas que mais ganharam prêmios nessa categoria, com duas de cada - de três indicações -; ambas as bandas foram dissolvidas em 2006 e 2008, respectivamente. Por seu lado, La Oreja de Van Gogh, Belanova e La Quinta Estación são grupos que receberam três nomeações e acabaram por ganhar uma delas. O trio espanhol Presuntos Implicados detém o recorde de mais nomeações sem vencer, com três no total, enquanto RBD, Amaral, Ketama, Estopa e Jarabe de Palo têm duas sem sucesso. O último vencedor da categoria foi concedido ao supergrupo Alex, Jorge e Lena por seu álbum homônimo de 2010.

## Vencedores e indicados
| Ano  | Vencedores                          | Nacionalidade            | Obra                    | Indicados | Ref.          |
| ---- | ----------------------------------- | ------------------------ | ----------------------- | --- | ------------- |

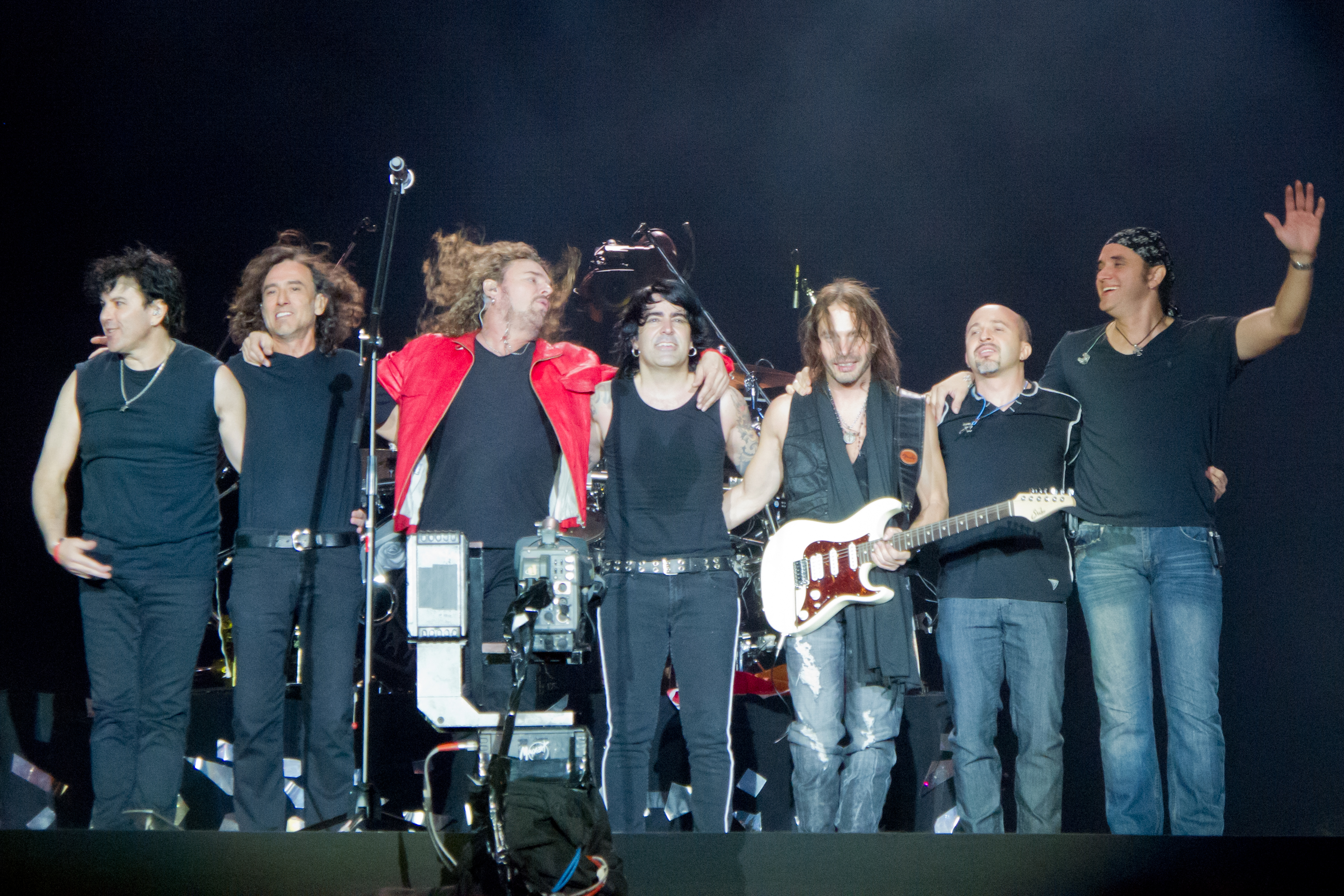
Maná, a primeira banda a receber o prêmio.

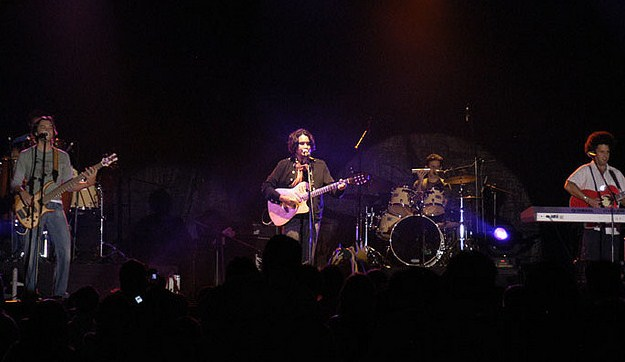
Os integrantes de Bacilos, ganharam em 2003 e 2005.

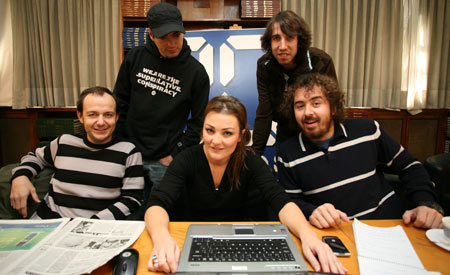
A banda La Oreja de Van Gogh foi indicada três vezes, vencendo em 2006 por Guapa.

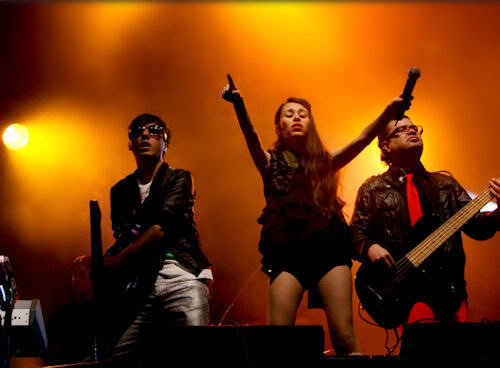
Belanova obteve três indicações e ganhou em 2008.

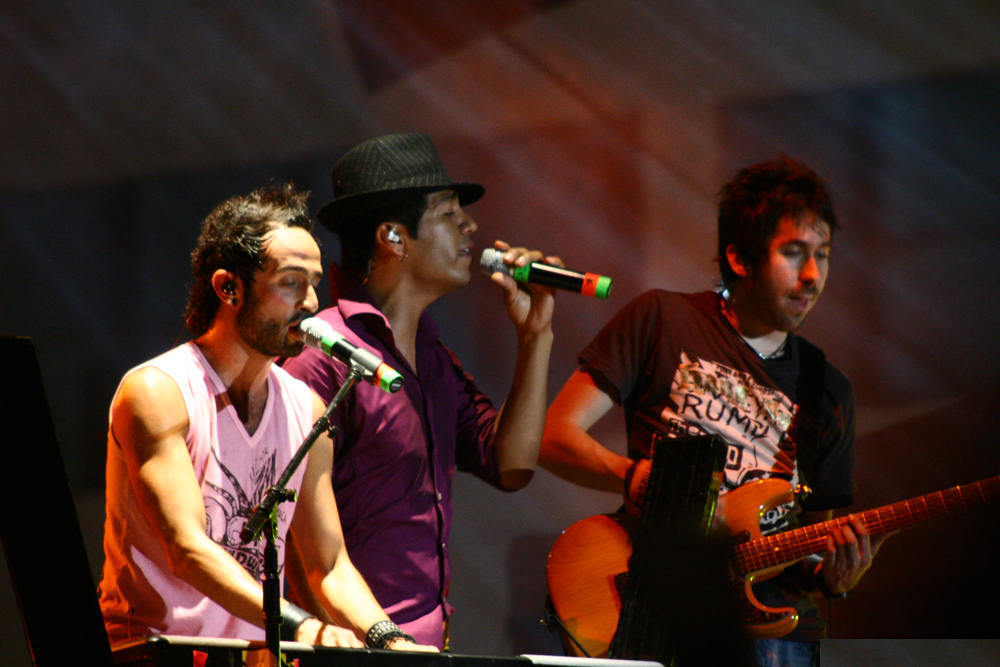
Camila recebeu o prêmio em 2010 por Dejarte de amar.

| 2000 | Maná                                | México                   | "Se me olvidó otra vez" | - Ketama – "Miénteme" - Jennifer Lopez e Marc Anthony – "No me ames" - Só Pra Contrariar e Gloria Estefan – "Santo Santo" - Andreas Vollenweider e Milton Nascimento – "Cor Do Amor" |               |
| 2001 | Armando Manzanero e vários artistas | México                   | Duetos                  | - Bacilos – Bacilos - Ella Baila Sola – Marta y Marilia - Ana Torroja e Miguel Bosé – Girados en concierto - Chucho Valdés e Irakere – Unforgettable Boleros                         | [ 7 ] [ 8 ]   |
| 2002 | Sin Bandera                         | México                   | Sin Bandera             | - Supernova – Retráctate | [ 9 ] [ 10 ]  |
| 2003 | Bacilos                             | Estados Unidos           | Caraluna                | - Kumbia Kings – 4 | [ 11 ] [ 12 ] |
| 2004 | Sin Bandera                         | México                   | De viaje                | - Los Tri-O – Canciones del alma de Marco Antonio Solís | [ 13 ] [ 14 ] |
| 2005 | Bacilos                             | Estados Unidos           | Sin vergüenza           | - Presuntos Implicados – Postales | [ 15 ] [ 16 ] |
| 2006 | La Oreja de Van Gogh                | Espanha                  | Guapa                   | - Sin Bandera – Mañana | [ 17 ] [ 18 ] |
| 2007 | La Quinta Estación                  | Espanha                  | El mundo se equivoca    | - Porpartes – Solo paz | [ 19 ] [ 20 ] |
| 2008 | Belanova                            | México                   | Fantasía pop            | - RBD – Empezar Desde Cero | [ 21 ] [ 22 ] |
| 2009 | Reik                                | México                   | Un día más              | - Presuntos Implicados – Será | [ 23 ] [ 24 ] |
| 2010 | Camila                              | México                   | Dejarte de amar         | - Taxi – Aquí y ahora | [ 25 ] [ 26 ] |
| 2011 | Alex, Jorge y Lena                  | España · Colômbia · Cuba | Alex, Jorge y Lena      | - Siam – Siam | [ 6 ] [ 27 ]  |